# Alain Tien-Liong
Alain Tien-Liong (nacido el 21 de mayo de 1963 en Cayena) es un profesor y político de Guyana Francesa.
Concejal de Cayena desde 1998, vicepresidente del Consejo General de 1998 a 2004, es actualmente presidente del Consejo General de Guyana Francesa (Departamento francés en el extranjero y región francesa en el extranjero). Es simpatizante del MDES (Movimiento de Descolonización y Emancipación Social), Partido Independiente guyano.